# 布列和昂戈讷
布列和昂戈讷（法語：Brié-et-Angonnes，法語發音：[bʁije e ɑ̃ɡɔn]）是法国伊泽尔省的一个市镇，属于格勒诺布尔区。

## 地理
布列和昂戈讷（45°6'41"N, 5°47'12"E）面积9.7 平方千米，位于法国奥弗涅-罗讷-阿尔卑斯大区伊泽尔省，该省份为法国东南部内陆省份，北起顺时针与安省、萨瓦省、上阿尔卑斯省、德龙省、阿尔代什省、卢瓦尔省和罗讷省。
与布列和昂戈讷接壤的市镇（或旧市镇、城区）包括：下沃尔纳韦、上沃尔纳韦、布雷松、埃邦、埃尔贝、雅里、蒙沙布、普瓦萨、维济勒。
布列和昂戈讷的时区为UTC+01:00、UTC+02:00（夏令时）。

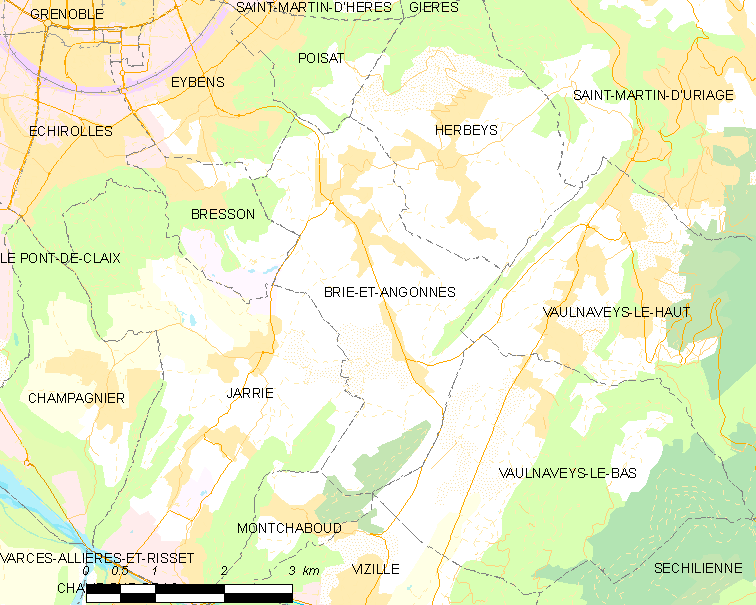
布列和昂戈讷的OSM定位图

## 行政
布列和昂戈讷的邮政编码为38320，INSEE市镇编码为38059。

## 政治
布列和昂戈讷所属的省级选区为勒蓬德克莱县。

## 人口

1962-2008年间布列和昂戈讷人口变化图示

布列和昂戈讷于2022年1月1日时的人口数量为2509人。